# 法三號
大正10年（1921年）4月1日日本政府公佈法律第三號，正式名稱為《臺灣施行法令相關法律》（日语：／），簡稱為《法三號》，大正11年1月1日起實施。為了使日本本土的法律適用於台灣，將法律之全部或部分要施行於台灣者以敕令定之，台灣總督所制定之律令則只具有補充的地位，只有在台灣有需要，而本土沒有這種法律，或台灣的特殊情況，本土的法律不適合施行於台灣的情形下，才採用制定律令的辦法。至此，總督的立法權被削弱，本法則一直施行到日本戰敗為止。
| 原文 | 譯文 |
| ---- | --- |
|      | 大正十年三月十四日 |
|      | 法律第三號 |
|      | 第一條 法律之全部或一部，有施行於臺灣之必要者，以敕令定之。 在前項情形，關於官廳或公署之職權、法律上期間或其他事項，如因臺灣特殊情形有設特例之必要者，得以敕令為特別之規定。 |
|      | 第二條 在臺須以法律規定之事項，如並無應適用之法律或依前條之規定處理有困難者，以因臺灣特殊情形有必要時為限，得以臺灣總督的命令規定之。                                        |
|      | 第三條 前條之命令，應經主管大臣奏請敕裁。 |
|      | 第四條 於緊急時，臺灣總督得不依前條之規定，立即發布第二條之命令。 依前項規定發布之命令，公布後應立即奏請敕裁，未得敕裁時，總督須立即公布該命令向將來失效。                   |
|      | 第五條 臺灣總督依本法所發布之命令，不得違反施行於臺灣之法律與敕令。 |
|      | 附 則 |
|      | 本法自大正十一年一月一日起施行。 臺灣總督依明治二十九年法律第六十三號或明治三十九年法律第三十一號所發布之律令，於本法施行之際具有現時之效力，暫時仍依從前之例。              |